# Église Saint-Gabriel d'Osipaonica
Pour les articles homonymes, voir Église Saint-Gabriel.
L'église Saint-Gabriel d'Osipaonica (en serbe cyrillique : Црква Светог арханђела Гаврила у Осипаоници ; en serbe latin : Crkva Svetog arhanđela Gavrila u Osipaonici) est une église orthodoxe serbe située à Osipaonica, sur le territoire de la ville de Smederevo et dans le district de Podunavlje en Serbie. Elle est inscrite sur la liste des monuments culturels protégés de la république de Serbie (identifiant no SK 552).

## Présentation
L'église, située le long de l'ancienne « route de Carigrad » (en serbe : Carigradski drum), qui reliait Belgrade à Istanbul, a été construite en 1826 par l'architecte Milutin Gođevac ; des documents indiquent que son fondateur était le prince Miloš Obrenović. À proximité de l'église se trouvait un clocher en bois massif, une grande sobrašica et une vieille maison paroissiale.
De plan rectangulaire, l'église est dotée d'une nef unique prolongée par une abside polygonale ; les chapelles sont demi-circulaires ; à l'ouest, se trouve un porche demi-circulaire soutenu par six piliers en bois enfoncés dans un muret en pierres. L'édifice est construit en pierres et en briques, avec un toit pentu, arrondi à l'est et à l'ouest, qui était autrefois recouvert de galets.Bien que construite en matériaux solides, il a été bâti sur le modèle des églises en bois traditionnelles, dont il adopte les proportions.
À l'intérieur, l'iconostase et les icônes du trône ont été peintes en 1827-1829 par Janja Moler, le peintre le plus célèbre de l'époque du prince Miloš. Quelques icônes de l'iconostase sont également attribuées à Nikola Apostolović, un peintre réputé de la période des soulèvements serbes. L'église abrite aussi de précieux objets et livres liturgiques.
Près de l'église, une nouvelle église, un nouveau clocher et une maison paroissiale ont été construits à la fin du XXe siècle.